# Villogorgia nigrescens
Villogorgia nigrescens is een zachte koraalsoort uit de familie Plexauridae. De koraalsoort komt uit het geslacht Villogorgia. Villogorgia nigrescens werd in 1860 voor het eerst wetenschappelijk beschreven door Duchassaing & Michelotti. 